# Drahthaken
Ein Drahthaken bezeichnet einen u-förmig gebogenen Nagel ohne Kopf. Die Seite der Nagelspitze ist im Gegensatz zu einer Krampe länger, so dass der vierkantige Drahthaken in der Form einem Angelhaken gleicht. Die Drahthaken werden im Weinbau insbesondere zur Fixierung des Ankerdrahts an den Spannstickeln verwendet und sie dienen auch der Führung der Heftdrähte des Spaliers, das den Weinreben als Rankhilfe dient. Die verzinkten Haken umschließen den Draht im Gegensatz zu einer Krampe nicht vollständig, was das erneute Einhängen ermöglicht, wenn der Draht ausgetauscht werden muss. Die Öffnung des Drahthakens zeigt nach oben.
Die geraden Stifte sind ebenfalls vierkantig und sie verfügen über einen Nagelkopf. Sie werden seitlich in den Spannstickel mit einem Hammer eingeschlagen und dienen der Befestigung der Spannvorrichtung.

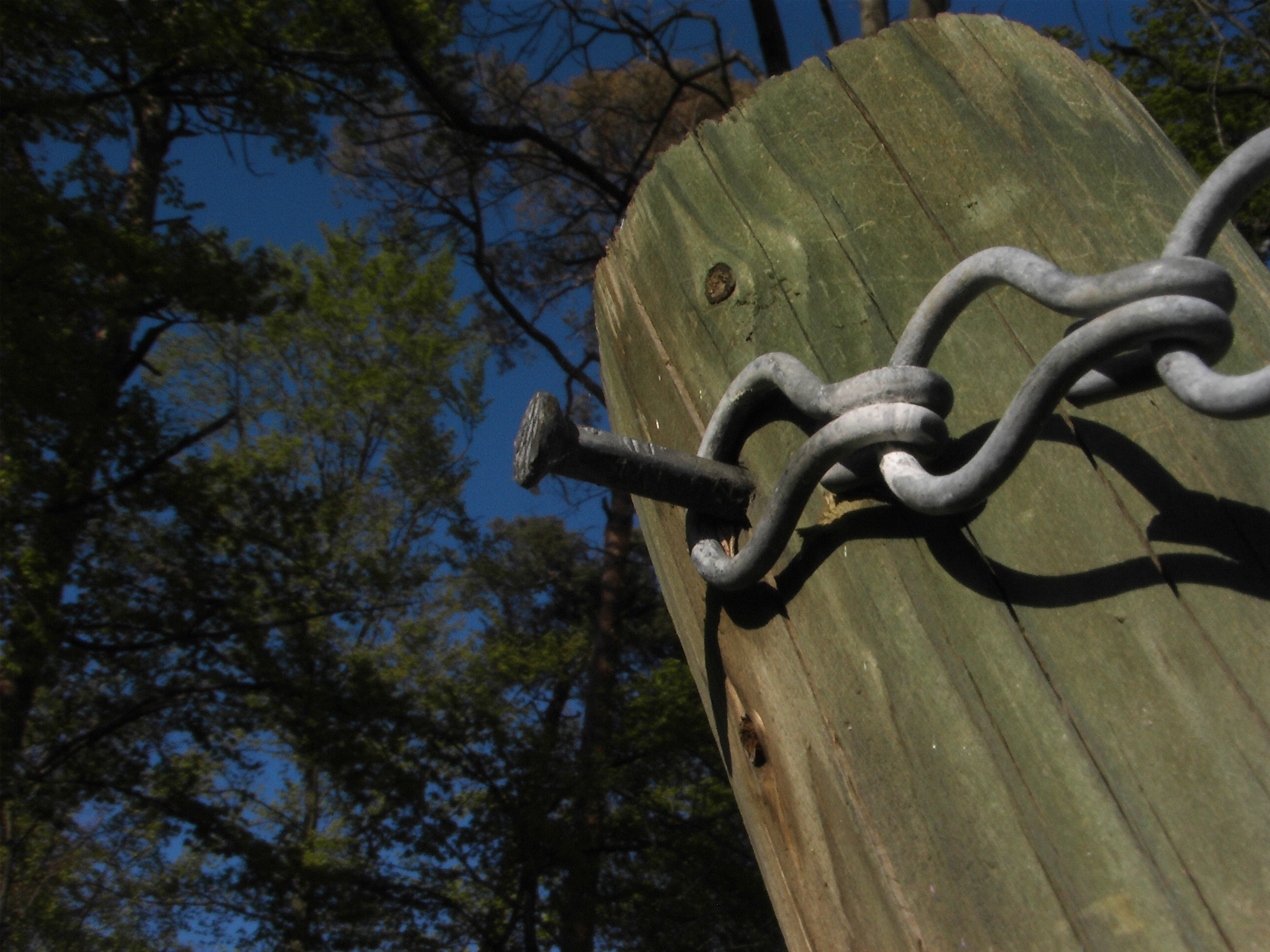
Eckiger Stift mit Nagelkopf für Heftkette als Spannvorrichtung des Heftdrahtes im Spalieranbau
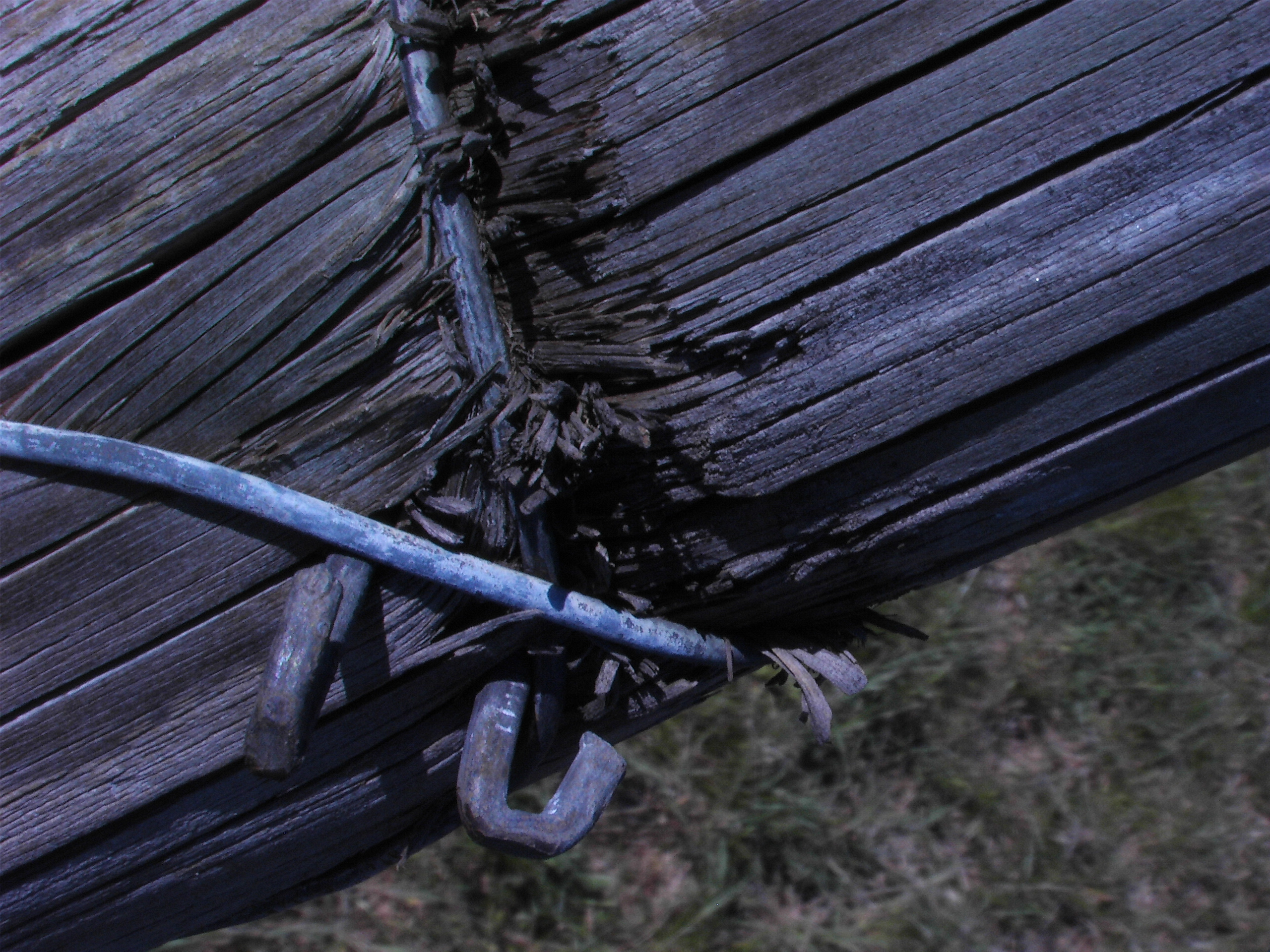
Eckige Drahthaken für den Ankerdraht eines Spannstickels
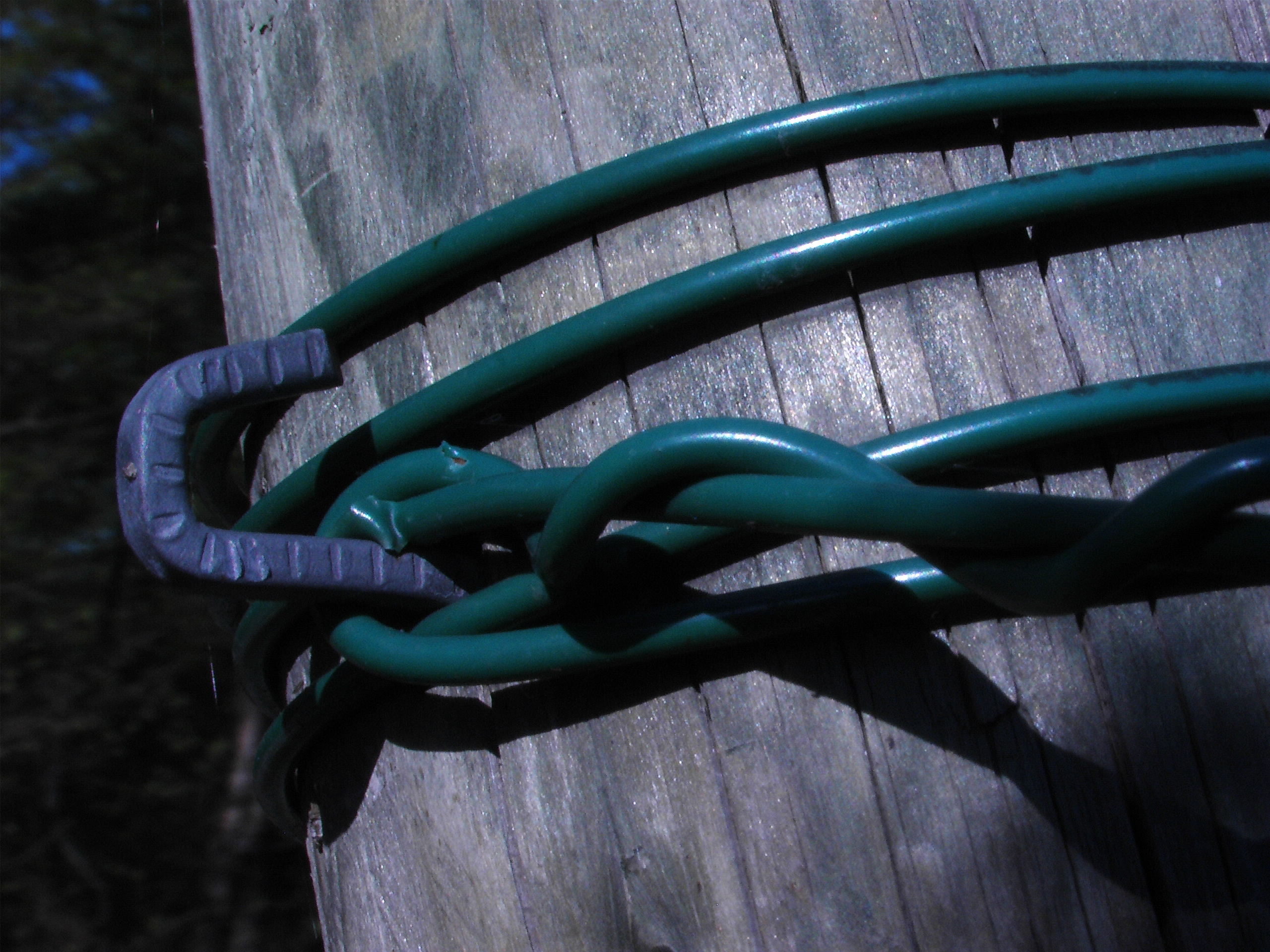
Eckiger Drahthaken mit plastifiziertem Ankerdraht